# Bactrocera obliqua
Bactrocera obliqua är en tvåvingeart som först beskrevs av Malloch 1939.  Bactrocera obliqua ingår i släktet Bactrocera och familjen borrflugor. Inga underarter finns listade.